# Douzains

Douzains este o comună în departamentul Lot-et-Garonne din sud-vestul Franței. În 2009 avea o populație de 288 de locuitori.

## Evoluția populației
| An        | 1975 | 1982 | 1990 | 1999 | 2006 | 2009 |
| --------- | ---- | ---- | ---- | ---- | ---- | ---- |
| Populație | 225  | 193  | 206  | 244  | 262  | 288  |